# Wapen van Havenschap Delfzijl

Het wapen van havenschap Delfzijl

Het wapen van Havenschap Delfzijl werd op 22 januari 1970 bij koninklijk besluit aan het Havenschap Delfzijl verleend. In 1990 ging het havenschap op in het nieuwe Havenschap Delfzijl/Eemshaven. Hiermee verviel het wapen. Sinds 1997 heet het havenschap Groningen Seaports.

## Beschrijving
De beschrijving van het wapen luidt als volgt:
Gedeeld van zilver en sabel met een onklaar anker aan weerszijden vergezeld van twee omgewende schelpen, alles van het een in het ander, en links in het schildhoofd vergezeld van een vijfpuntige ster van keel, omboord van zilver.
De heraldische kleuren zijn: keel (rood), sabel (zwart) en zilver.

## Symboliek
Het anker en de twee schelpen verwijzen naar de relatie van het havenschap met zee en scheepvaart. De rode ster is tevens de Poolster en symboliseert de nogal noordoostelijke ligging van Delfzijl in Nederland.
Aduarderzijlvest ·
Dollardzijlvest ·
Dorpster zijlvest ·
Duurswold ·
Eemszijlvest ·
Electra ·
Fivelingo ·
Generaal Zijlvest der Drie Delfzijlen ·
Gorecht ·
Havenschap Delfzijl ·
Hoop en Verwachting ·
Hunsingo ·
De Johannes Kerkhoven Polder ·
Oldambt ·
Ommelanderzeedijk ·
Pekel A ·
Reiderland ·
Reiderzijlvest ·
Termunter-Zijlvest ·
Westerkwartier ·
Westerwolde ·
Winsummer en Schaphalster Zijlvest ·